# Divízió I 2015
La Divízió I 2015 (detta anche "McDavid Divízió I 2015" per ragioni di sponsorizzazione) è la 9ª edizione del campionato di football americano di secondo livello, organizzato dalla MAFSZ.

## Squadre partecipanti
| Club                 | Città       | Stadio | Sponsor ufficiale | Risultato nella stagione 2014 |
| -------------------- | ----------- | ------ | ----------------- | ----------------------------- |
| Budapest Cowbells 2  | Budapest    |        |                   |                               |
| Budapest Titans      | Budapest    |        |                   |                               |
| Dunaújváros Gorillaz | Dunaújváros |        |                   |                               |
| Eger Heroes          | Eger        |        |                   |                               |
| Miskolc Renegades    | Miskolc     |        |                   |                               |
| Tata Mustangs        | Tata        |        |                   |                               |

## Stagione regolare

### Calendario

#### 1ª giornata
| 3 aprile 2015 | Dunaújváros Gorillaz | 27 – 0 | Tata Mustangs |  |

#### 2ª giornata
| 12 aprile 2015 | Eger Heroes | 30 – 7 | Budapest Titans |  |

#### 3ª giornata
| 18 aprile 2015 | Tata Mustangs | 6 – 41 | Miskolc Renegades |  |

| 19 aprile 2015 | Budapest Cowbells 2 | 21 – 13 | Dunaújváros Gorillaz |  |

#### 4ª giornata
| 26 aprile 2015 | Miskolc Renegades | 23 – 13 | Eger Heroes |  |

#### 5ª giornata
| 10 maggio 2015 | Budapest Titans | 23 – 13 | Budapest Cowbells 2 |  |

| 10 maggio 2015 | Eger Heroes | 28 – 0 | Tata Mustangs |  |

#### 6ª giornata
| 16 maggio 2015 | Miskolc Renegades | 17 – 33 | Dunaújváros Gorillaz |  |

| 17 maggio 2015 | Eger Heroes | 43 – 13 | Budapest Cowbells 2 |  |

#### 7ª giornata
| 23 maggio 2015 | Tata Mustangs | 14 – 13 | Budapest Titans |  |

#### 8ª giornata
| 30 maggio 2015 | Dunaújváros Gorillaz | 43 – 3 | Budapest Titans |  |

| 31 maggio 2015 | Miskolc Renegades | 49 – 14 | Budapest Cowbells 2 |  |

#### 9ª giornata
| 6 giugno 2015 | Dunaújváros Gorillaz | 21 – 7 | Eger Heroes |  |

#### 10ª giornata
| 13 giugno 2015 | Budapest Titans | 13 – 48 | Miskolc Renegades |  |

| 13 giugno 2015 | Budapest Cowbells 2 | 24 – 22 | Tata Mustangs |  |

### Classifica
La classifica della regular season è la seguente:
- PCT = percentuale di vittorie, G = partite giocate, V = partite vinte,  P = partite perse, PF = punti fatti, PS = punti subiti

| Pos. | Squadra              | PCT  | G | V | N | P | PF  | PS  |
| ---- | -------------------- | ---- | - | - | - | - | --- | --- |
| 1    | Dunaújváros Gorillaz | .800 | 5 | 4 | 0 | 1 | 137 | 48  |
| 2    | Miskolc Renegades    | .800 | 5 | 4 | 0 | 1 | 178 | 79  |
| 3    | Eger Heroes          | .600 | 5 | 3 | 0 | 2 | 121 | 64  |
| 4    | Budapest Cowbells 2  | .400 | 5 | 2 | 0 | 3 | 85  | 150 |
| 5    | Budapest Titans      | .200 | 5 | 1 | 0 | 4 | 59  | 148 |
| 6    | Tata Mustangs        | .200 | 5 | 1 | 0 | 4 | 42  | 133 |

## Playoff

### Tabellone
|  | Semifinali | Semifinali           | Semifinali |             |    | IX Pannon Bowl       | IX Pannon Bowl | IX Pannon Bowl |  |
|  |            |                      |            |             |    |                      |                |                |  |
|  | 1          | Dunaújváros Gorillaz | 28         |             |    |                      |                |                |  |
|  | 1          | Dunaújváros Gorillaz | 28         |             |    |                      |                |                |  |
|  | 4          | Budapest Cowbells 2  | 6          |             |    |                      |                |                |  |
|  | 4          | Budapest Cowbells 2  | 6          |             | 1  | Dunaújváros Gorillaz | 16             |                |  |
|  |            |                      |            |             | 1  | Dunaújváros Gorillaz | 16             |                |  |
|  |            |                      | 3          | Eger Heroes | 19 |                      |                |                |  |
|  | 2          | Miskolc Renegades    | 3          | Eger Heroes | 19 | 17                   |                |                |  |
|  | 2          | Miskolc Renegades    |            |             |    |                      |                |                |  |
|  | 3          | Eger Heroes          | 27         |             |    |                      |                |                |  |

### Semifinali
| 27 giugno 2015 | Dunaújváros Gorillaz | 28 – 6 | Budapest Cowbells 2 |  |

| 27 giugno 2015 | Miskolc Renegades | 17 – 27 | Eger Heroes |  |

### IX Pannon Bowl
| 11 luglio 2015 | Dunaújváros Gorillaz | 16 – 19 | Eger Heroes |  |

## Verdetti
- Eger Heroes Vincitori della Divízió I 2015